# Rostock
Ne doit pas être confondu avec Arrondissement de Rostock.
Rostock /ˈʁɔstɔk/ , port historique de la Hanse, est aujourd'hui une ville-arrondissement du nord de l’Allemagne. C’est la plus grande ville de Mecklembourg-Poméranie-Occidentale. Rostock occupe l'embouchure du fleuve Warnow.

## Géographie
Rostock est située pratiquement au centre de la côte baltique du Mecklembourg-Poméranie-Occidentale. Rostock s’étend sur 21,6 kilomètres de la mer Baltique jusqu’au sud et sur 19,4 kilomètres d’est en ouest. La partie côtière de Rostock, Rostock-Warnemünde, est située à environ 16 km au nord du centre historique de la ville. Les parties les plus densément peuplées de la ville se situent à l’ouest et au sud-est, le port international se situe à l’est de Rostock.

## Histoire
| Appartenances historiques Principauté de Mecklembourg 1167–1226 Seigneurie de Rostock 1226–1323 Principauté de Mecklembourg 1323–1348 Duché de Mecklembourg 1348–1352 Duché de Mecklembourg-Schwerin 1352–1471 Duché de Mecklembourg 1471–1480 Duché de Mecklembourg-Schwerin 1480–1483 Duché de Mecklembourg 1483–1520 Duché de Mecklembourg-Schwerin 1520–1610 Duché de Mecklembourg 1610–1621 Duché de Mecklembourg-Schwerin 1621–1695 Duché de Mecklembourg 1695–1701 Duché de Mecklembourg-Schwerin 1701–1815 Grand-duché de Mecklembourg-Schwerin 1815–1871 Empire allemand 1871–1918 République de Weimar 1918–1933 Reich allemand 1933–1945 Allemagne occupée 1945–1949 République démocratique allemande 1949–1990 Allemagne 1990–présent |

### Genèse

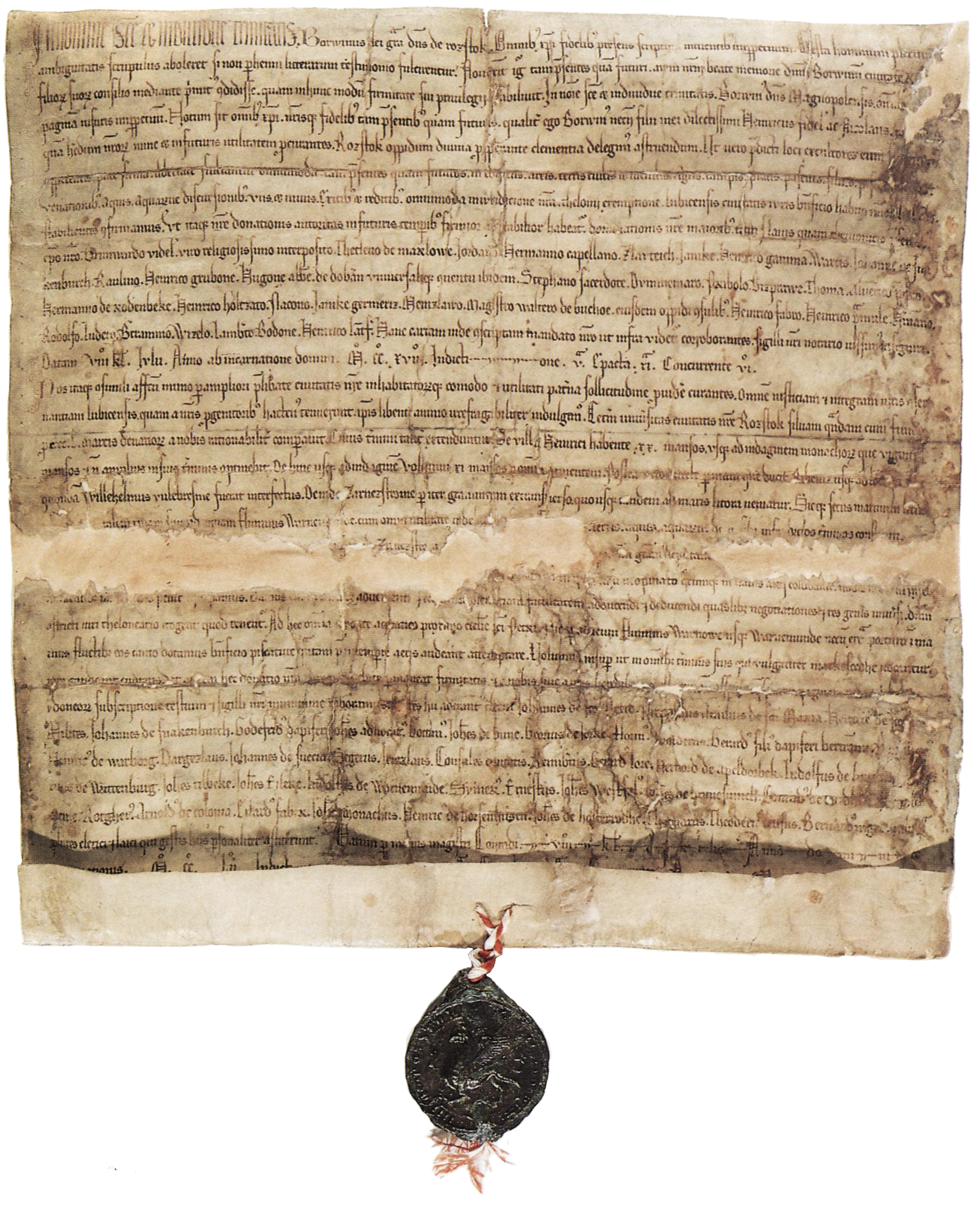
Confirmation du droit urbain de Lübeck accordé à la cité (1218).

Au XIe siècle, les Polabes établirent sur la rive orientale de la rivière Warnow autour d’un camp comportant un château (burg) et une agglomération dénommée Roztoc (ce qui signifie là où le fleuve s'élargit) ; d'où le nom Rostock dérive.
Le roi du Danemark Valdemar Ier fit incendier la ville en 1161. À cette occasion, le chroniqueur danois Saxo Grammaticus fit la première mention de celle-ci.
C'est en 1189 que pour la première fois on mentionne une agglomération avec des commerçants et des artisans allemands installée sur l'autre rive et portant le nom de Rostock. À l'origine, se trouvaient alors en ce lieu trois villes distinctes.
1. Altstadt (vieille ville) autour de l’Alter Markt (vieux marché) et de l'église Saint-Pierre et de l'église Saint-Nicolas
2. Mittelstadt (ville du milieu) autour du Neuer Markt (Nouveau marché) et de l'église Sainte-Marie.
3. Neustadt (nouvelle ville) autour du Hopfenmarkt (marché au houblon, actuel square de l’Université) et de l’église Saint-Jacques, démolie depuis.

Le droit urbain de Lübeck a été accordé à cette agglomération le 24 juin 1218 par le prince Heinrich Borwin Ier ; il s'agit du document le plus ancien attestant l'existence de la ville dont on ne connaît pas la date de création précise.

### Ligue Hanséatique

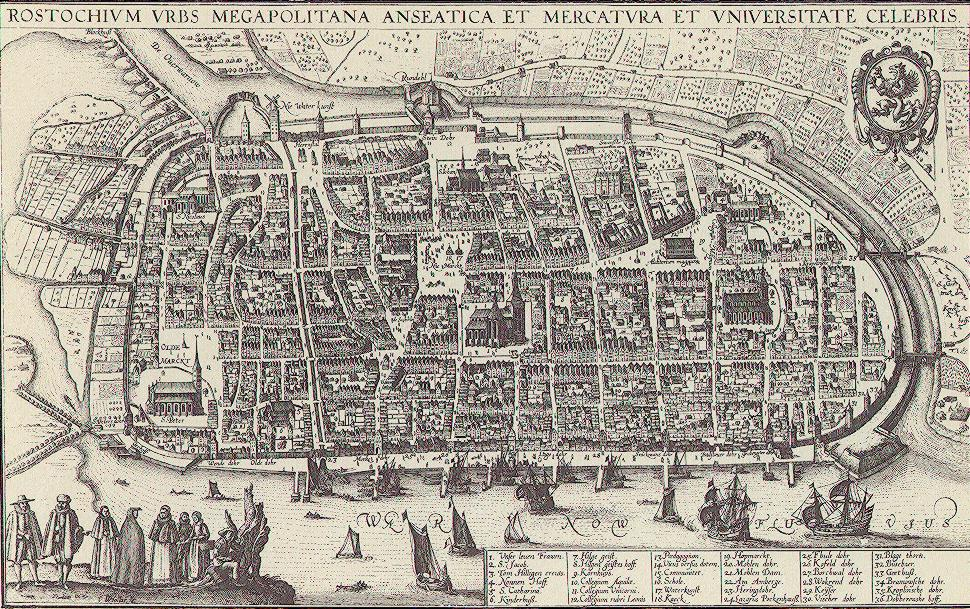
Plan de Rostock en 1683.

Au Moyen Âge, Rostock était un membre important de la Hanse. La ligue Hanséatique assura à la ville un développement important, à ce titre l'architecture du centre-ville avec les remparts, les portes (Cf. Kuhtor) et les entrepôts construits en briques du Brandebourg portent fortement l'empreinte de cette époque. Au XIVe siècle, tandis que Lübeck passait pour la perle de la Hanse, Rostock était la ville la plus importante du Mecklenburg, un puissant port de douze mille habitants et une des villes les plus riches de cette alliance. Les navires de la Hanse destinés à voguer dans la Baltique étaient construits à Rostock. En 1419 l'université de Rostock fut la première fondée dans la région de la Baltique. La ville comptait en outre plus d'une centaine de petites brasseries. Rostock à l’époque jouissait d'une grande réputation pour sa bière rousse au goût excellent.

### XVeauXVIIIesiècle

Rostock 1780-90.

À la fin du XVe siècle, les ducs du Mecklembourg réussirent à renforcer leur pouvoir sur la ville de Rostock, qui jusqu’alors était seulement théoriquement assujettie à leur pouvoir mais en réalité essentiellement indépendante. Ils instrumentalisèrent à cette fin une émeute connue sous le nom de Domfehde, un soulèvement sans succès des populations pauvres. Les conflits ultérieurs avec les ducs et le pillage persistant menèrent finalement la ville à une perte de pouvoir économique et politique.
La situation stratégique de Rostock provoqua l'envie des puissances extérieures. Ainsi, les Danois et les Suédois occupèrent la ville deux fois, la première au cours de la guerre de Trente Ans (1618-48) et à nouveau de 1700 à 1721. À ces luttes d'influence s'ajouta un incendie qui détruisit la ville en 1677 accentuant le déclin de Rostock, c’est seulement au milieu du XIXe siècle que l’industrialisation permit à la ville de reprendre son élan.
Plus tard, les Français de Napoléon Ier occupèrent la ville pendant près d'une décennie jusqu'en 1813. Ce fut ici que Blücher, précisément né à Rostock, l'un des généraux qui se battaient encore après la bataille d'Iéna, se rendit aux Français en 1806. À la suite de terribles combats de rue au cours desquels il commanda en personne quelques charges de cavalerie, les Prussiens, épuisés, se rendirent, à court de nourriture et de munitions.

### XIXesiècle

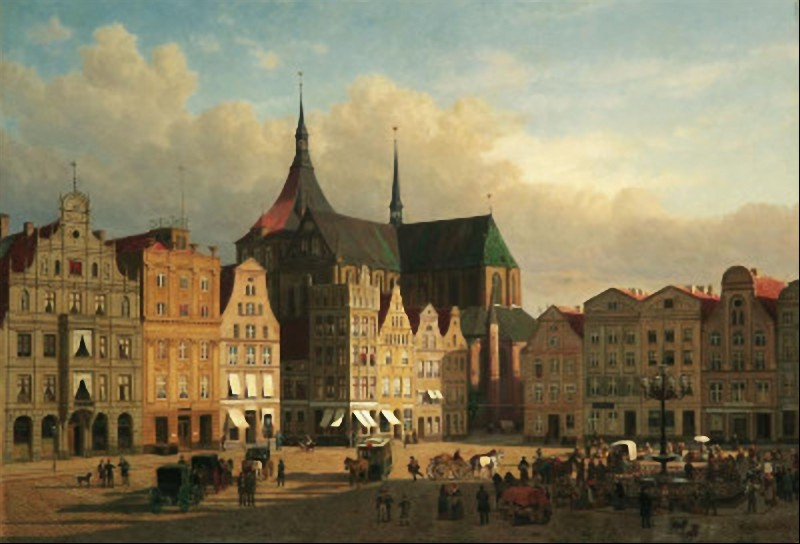
La place du marché en 1883 (par Friedrich Jentzen).

Dans la première moitié du XIXe siècle, Rostock regagna beaucoup de son importance économique, tout d'abord du fait du commerce du blé, et, à partir des années 1850, du fait des industries et plus particulièrement des constructions navales. C'est à Rostock que fut lancé le premier vapeur allemand à hélice.

### XXesiècle

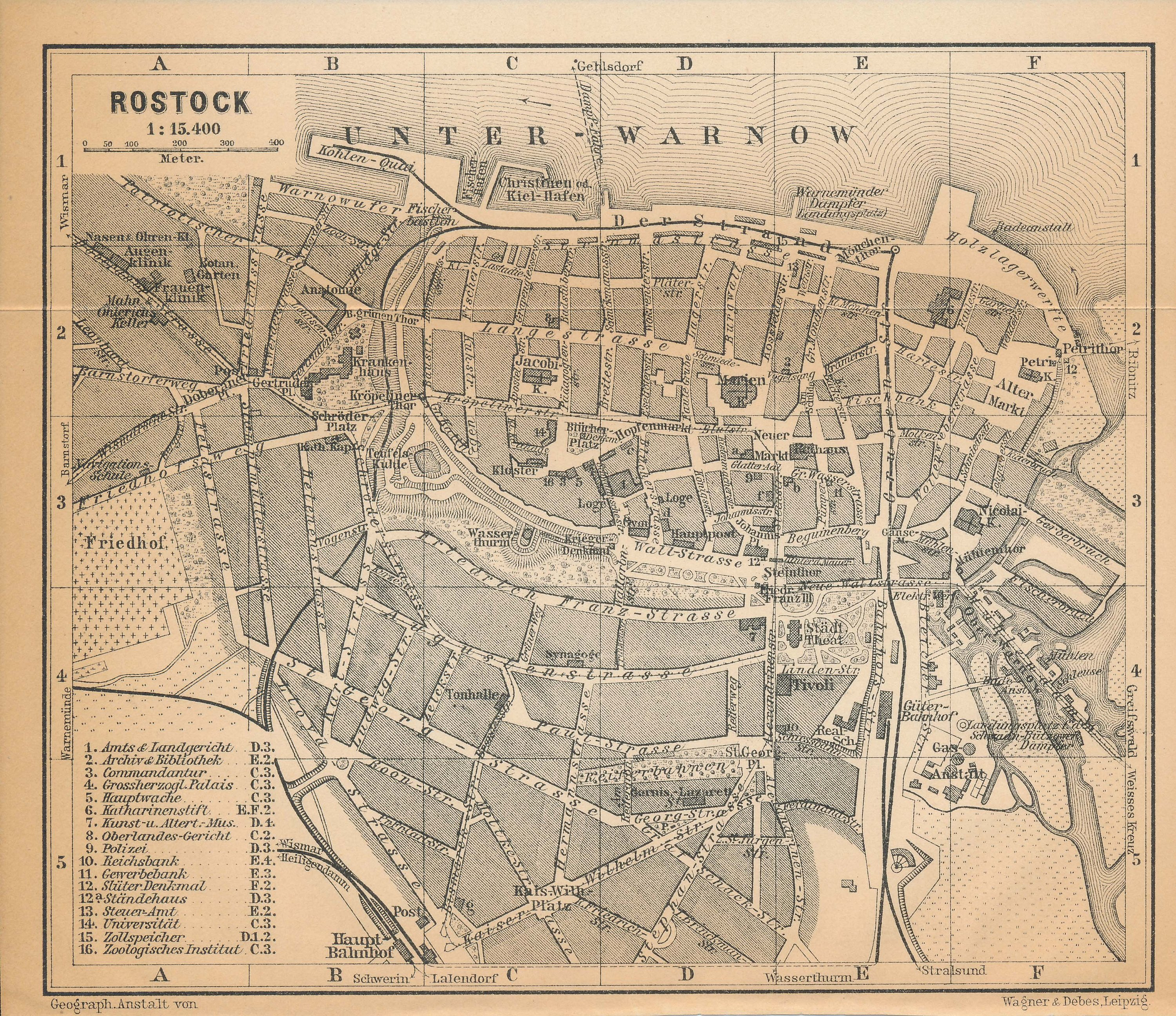
Rostock en 1910.

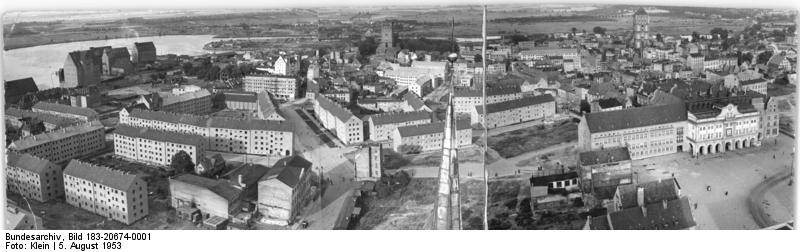
L'ancien centre de Rostock en 1953.

La ville grandit en taille et en population, de nouveaux quartiers émergèrent au sud et à l'ouest des anciennes limites de la cité.
Deux développements de quartiers résidentiels notables furent ajoutés en réponse à l'accroissement de population autour de 1900 :
1. Steintor-Vorstadt au sud, s'étendant de la vieille muraille à la nouvelle Station de Chemin de fer "Lloydbahnhof" (maintenant Gare centrale). Il a été conçu comme un quartier vivant et se compose surtout de grandes maisons simples, habitées par les citoyens riches.

1. Kröpeliner-Tor-Vorstadt à l'ouest, conçu pour loger la population ouvrière accueillant également des équipements industriels comme « Mahn et la Brasserie d'Ohlerich » (maintenant Hanseatische Brauerei Rostock). Le chantier naval principal, « Neptun » était voisin de l'autre côte du fleuve.

Jusqu'à la Seconde Guerre mondiale, la ville comptait deux chantiers de construction aéronautique. Dès les années 1920, l'ingénieur Ernst Heinkel y fonda la société Heinkel-Flugzeugwerke et fit commencer à Marienehe la construction du premier avion à réaction du monde, les usines Arado à Warnemünde étant le second établissement de construction aérienne.
En même temps que se développait la production d'avions, le nombre des habitants augmentait rapidement par immigration et incorporation des villages voisins, tout cela favorisé par l'arrivée au pouvoir des Nazis. Rostock devint une ville importante. Pendant la Seconde Guerre mondiale, le centre-ville fut sévèrement bombardé par les Alliés en 1942 et 1945 et dut être reconstruit. La construction d'avions cessa complètement à la fin de la guerre. Le 2 mai 1945, la ville est occupée par des unités soviétiques du deuxième front biélorusse.
La ville continua à croître après la guerre — surtout avec la reconstruction de grands secteurs d'habitation ; le nouveau port maritime situé au Breitling devint le grand port de la RDA et compte encore aujourd'hui parmi les ports les plus importants de la mer Baltique.
La réunification allemande provoqua un déclin, marqué en août 1992 par des agressions contre des étrangers dans le quartier Lichtenhagen qui devaient marquer plusieurs années encore l'image de la ville,. Une réponse de Rostock à cette situation fut l'initiative Multicolore et non brun (Bunt statt braun). Il reste qu'on a encore du mal à démêler les implications politiques qui ont permis au conflit d'éclater. Multicolore a été également, en 2003, l'exposition internationale d'horticulture (IGA) organisée par Rostock. Dans la même année, le tunnel sous la Warnow fut ouvert. La candidature de la ville associée à Leipzig pour l'organisation des Jeux olympiques d'été en 2012 n'a toutefois pas été retenue lors de la présélection internationale par le CIO le 18 mai 2004.

## Politique

### Symboles

Blason de la ville.

Dans la longue histoire de Rostock, la ville eut trois blasons différents connus comme Signum, Secretum et Sigillum. Le Signum, qui remonte à 1367, fut le dernier adopté et constitue le blason moderne de la ville. Le blason est non seulement visible sur les drapeaux, les maisons et les arrêts de bus mais aussi sur les ponts, barrières, navires et restaurants ce qui montre son importance dans l’identité de la ville.
Le drapeau représente un griffon d'or, un champ d'azur et les couleurs de la Hanse, argent et rouge.

### Administration
Depuis le XIIIe siècle, le corps gouvernant la ville est le conseil municipal (Rat), constitué de dix puis plus tard de vingt-quatre conseillers (Ratsherren). Le président du conseil était le maire de la ville. Au XIXe siècle, il y eut même trois maires en même temps. Depuis 1925, le chef de l’exécutif de la ville porte le titre de maire. Après avoir été élu pendant des siècles par le conseil municipal, il est dorénavant élu directement par les habitants de Rostock, après une réforme datant de 2002.

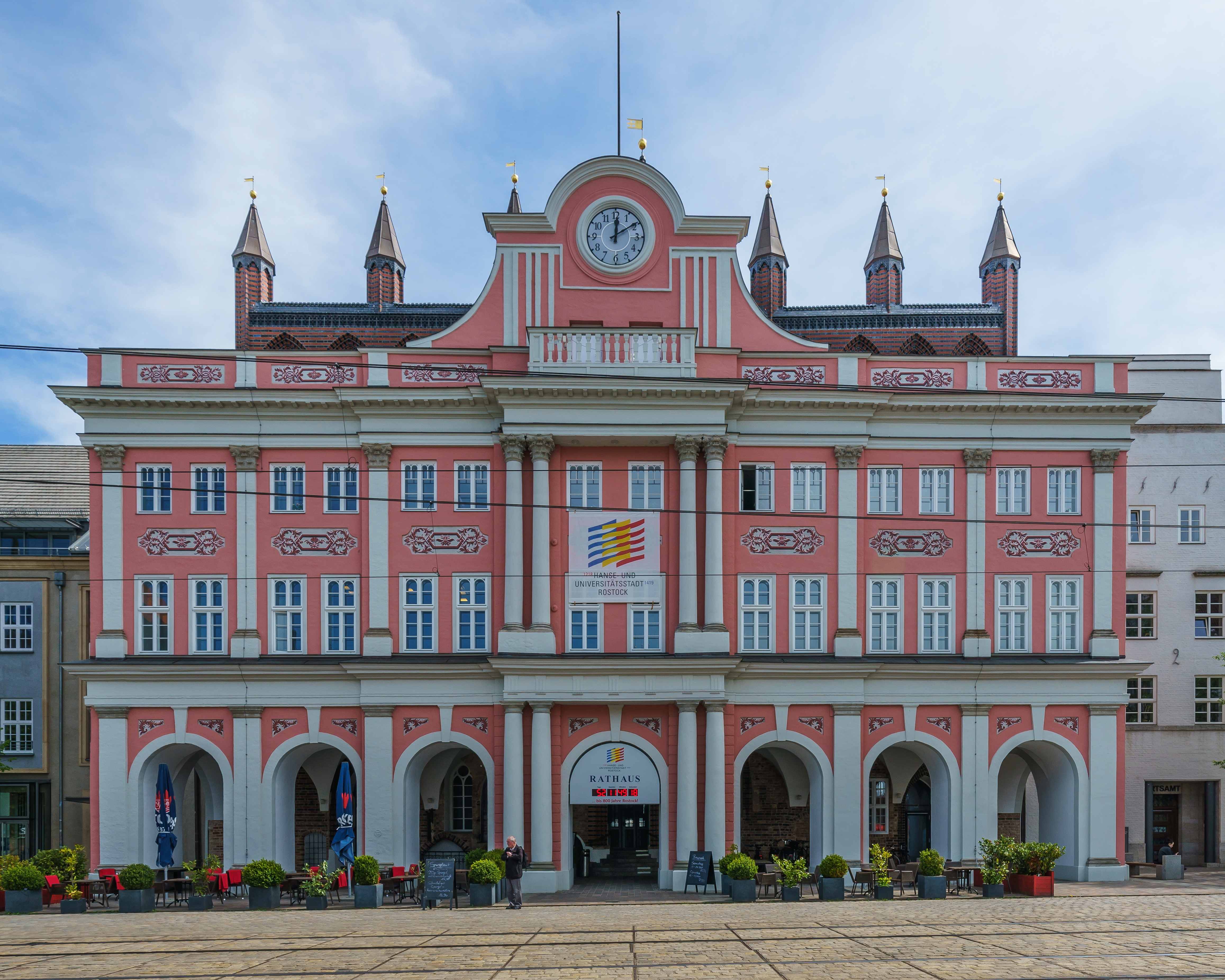
Hôtel de ville.

Le parlement de la ville (Bürgerschaft) représente les habitants, ses représentants sont élus pour cinq ans. Actuellement[Quand ?] le nombre de ses représentants est de cinquante-trois.
- 12 Die Linke/Die PARTEI
- 11 CDU
- 10 Grünen
- 8 SPD
- 6 RB/FW
- 6 Autres

Le parlement de la ville est présidé par le Präsident der Bürgerschaft. Il dirige et prépare les sessions, et représente la ville conjointement au Maire.
Roland Methling (Indépendant) a été élu maire de Rostock au premier tour par 58,2 % des votants le 27 février 2005.

## Jumelages

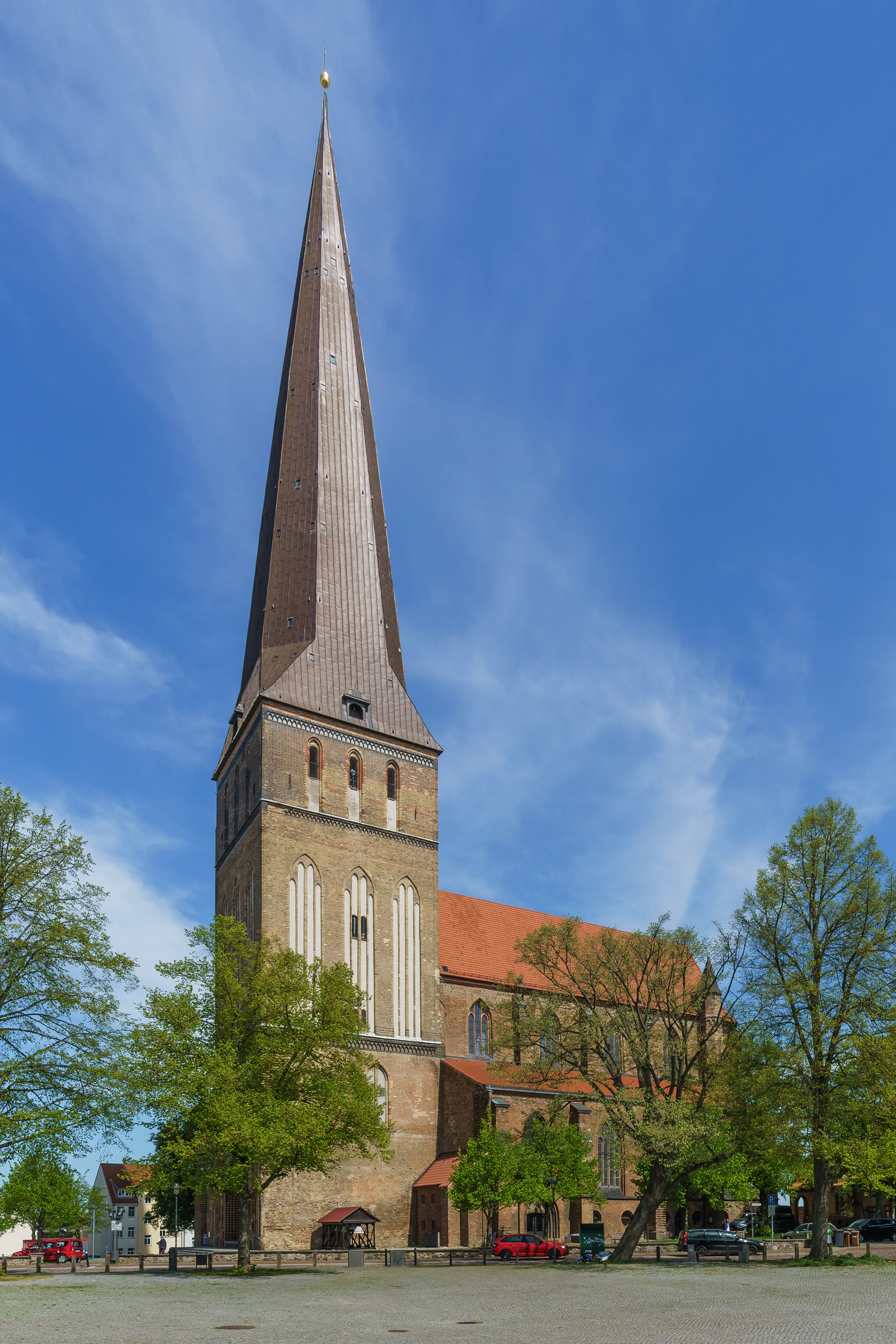
Vue de l'église Saint-Pierre (Petrikirche).

La ville de Rostock est jumelée avec :
- Szczecin (Pologne) depuis 1957
- Bergen (Norvège) depuis 1965
- Turku (Finlande) depuis 1959
- Varna (Bulgarie) depuis 1966
- Dunkerque (France) depuis 1960 - Accord de coopération avec la Communauté Urbaine de Dunkerque
- Rijeka (Croatie) depuis 1966
- Rīga (Lettonie) depuis 1961
- Brême (Allemagne) depuis 1987
- Anvers (Belgique) depuis 1963
- Dalian (Chine) depuis 1988
- Aarhus (Danemark) depuis 1964
- Raleigh (États-Unis) depuis 2001
- Göteborg (Suède) depuis 1965

Elle entretient également d’étroites relations avec :
- Kaliningrad (Russie)
- Trelleborg (Suède)
- Kalmar (Suède)
- Karlskrona (Suède)
- Växjö (Suède)
- Gdansk (Pologne)
- Elseneur (Danemark)
- Klaipėda (Lituanie)

## Religion

### Histoire

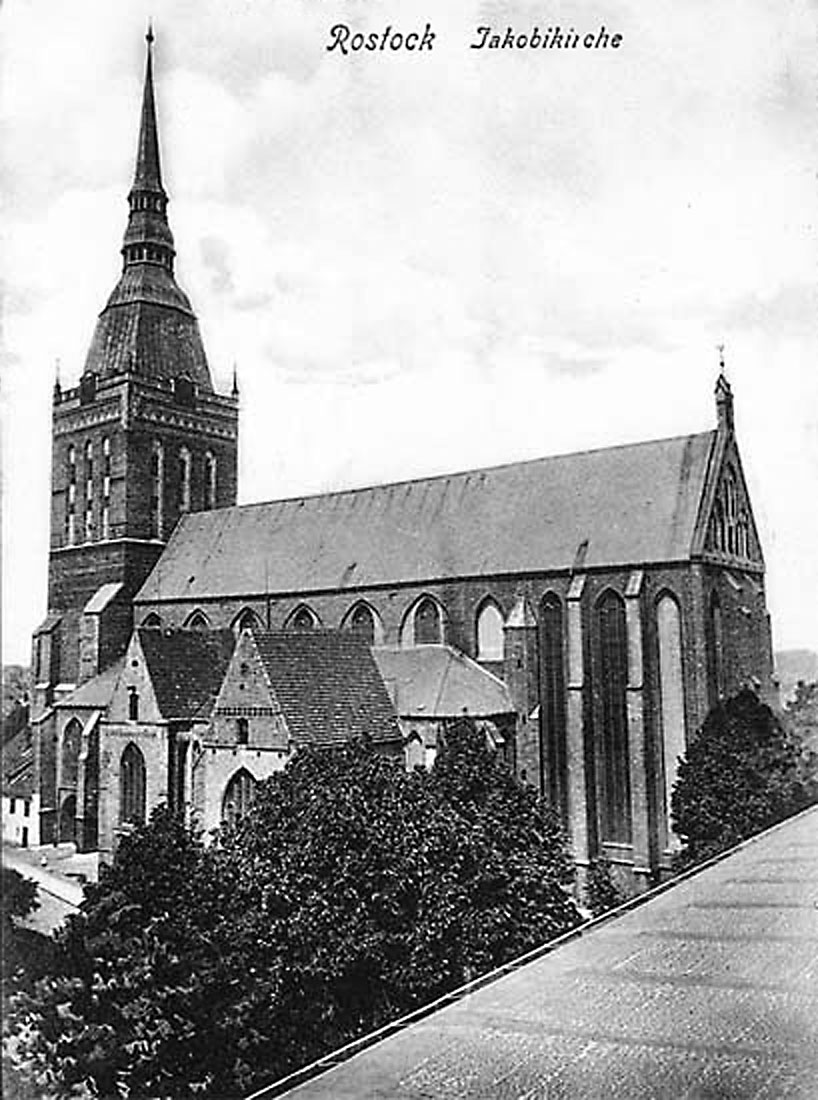
Vue de l'église Saint-Jacques vers 1920.

La christianisation des Wendes de la région a lieu sous Henri le Lion. Rostock passe à la Réforme luthérienne à partir de 1525 lorsqu'un vicaire de l'église Saint-Pierre, Joachim Slüter, passe à la nouvelle religion et fait imprimer des livres de chants en bas-allemand. Après sa mort en 1532, son successeur, Johann Oldendorp, intensifie les réformes, appuyé par la bourgeoisie de la ville, comme dans les autres villes de la ligue hanséatique. Les catholiques commencent à être qualifiés de papistes et sont persécutés à partir de 1534. Un surintendant luthérien est nommé et un ministère évangélique est créé, remplaçant les anciennes structures catholiques. La ville devient entièrement protestante.
Les premiers catholiques ne reviennent s'établir à Rostock qu'au XIXe siècle. La première paroisse catholique d'après le temps de la Réforme date de 1872 et la première église catholique à être construite date de 1909, la Christuskirche (démolie en 1971 et remplacée par un bâtiment moderne). Les paroisses relèvent d'abord du vicariat apostolique des Missions du Nord, puis du diocèse d'Osnabrück à partir de 1930. Le partage de l'Allemagne rend difficile la mission de l'évêque dans la partie est-allemande, où l'athéisme est décrété idéologie officielle et Rostock dépend d'un évêque auxiliaire du Schwerin.

### Aujourd'hui
Historiquement, la politique vis-à-vis des religions de la République démocratique allemande a découragé les pratiques religieuses.
Pour les chrétiens, Rostock est aujourd'hui partagée en trois prévôtés luthériennes (nord, sud et est) qui dépendent de l'Église évangélique-luthérienne du Mecklembourg. Les catholiques dépendent de l'archidiocèse de Hambourg, fondé en 1995. Il existe également une communauté Adventistes et une communauté de l'Église néo-apostolique.
Une mosquée se tient Erich-Schlesinger-Straße.

## Attractions

### Rostock

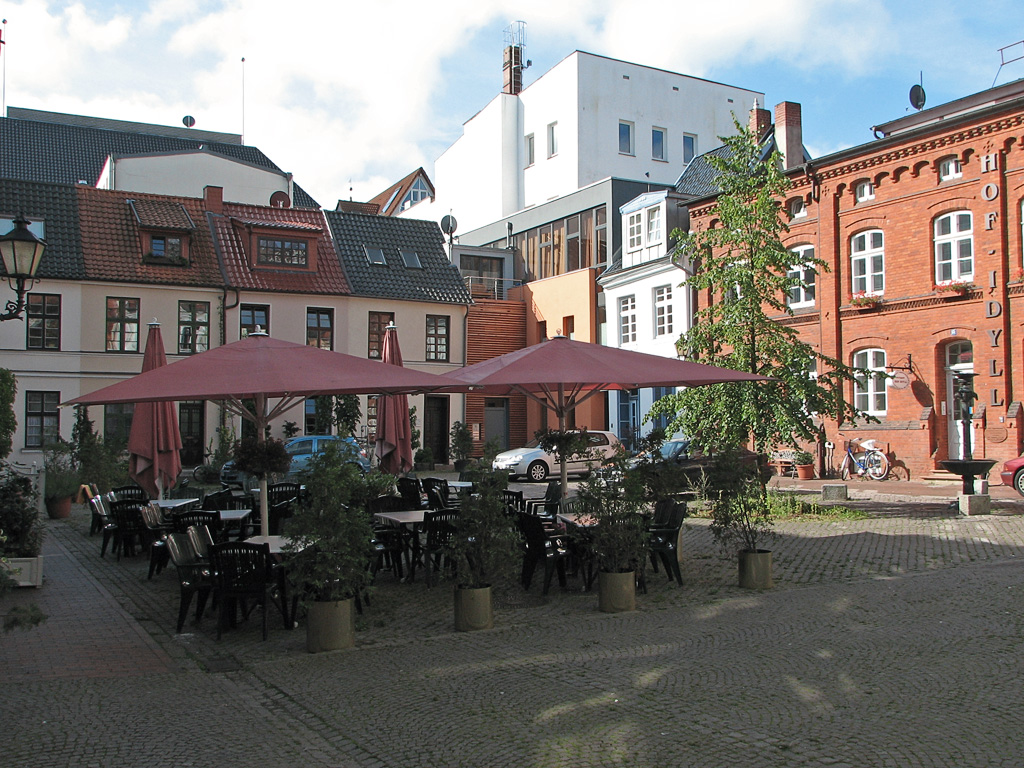
Heiligengeisthof (jardin du Saint-Esprit).

Un des endroits les plus typique de Rostock est le Neuer Markt (place du nouveau marché) comprenant l’hôtel de ville construit à l’origine au XIIIe siècle en brique et de style gothique, mais transformé en profondeur au XVIIIe siècle par l’adjonction d’une façade baroque et d’une salle des banquets. La place conserve également six maisons à pignon datant des XVe et XVIe siècles, restaurées de belle façon. Les autres anciennes maisons de style hanséatique qui bordaient la place ont été détruites au cours d’un bombardement aérien allié en 1942.
La Kerkhofhaus du XVe siècle (située Große Wasserstraße, derrière l’hôtel de ville) est considérée comme la maison de brique gothique la mieux préservée de la ville.
La Marienkirche (église Sainte-Marie), située au Ziegenmarkt, est une imposante église gothique en briques. Construite au XIIIe siècle, elle a été agrandie et modifiée à la fin du XIVe siècle pour arriver à la basilique en forme de croix actuelle. Sa haute tour ne fut pas achevée avant la fin du XVIIIe siècle. À l’intérieur de la tour se situe une horloge astronomique construite en 1472 par Hans Düringer.

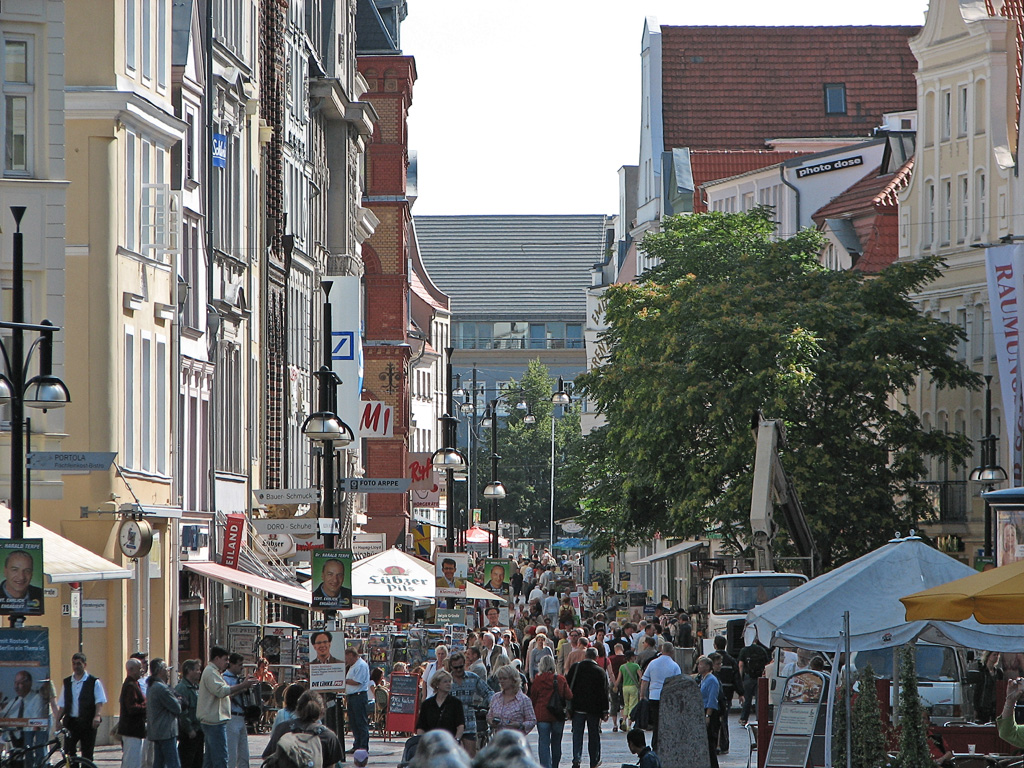
Kröpeliner Straße - la principale artère piétonne.

La principale artère piétonne est la Kröpeliner Straße qui part à l’est du nouveau marché jusqu’à la Kröpeliner Tor, une ancienne porte municipale du XIVe siècle. Le bâtiment principal de l'université de Rostock, plus ancienne université d’Europe du Nord, se situe sur l’Universitätsplatz, à proximité du milieu de cette rue, devant la fontaine du zeste de vie (Brunnen der Lebensfreude).
Le Kloster St Katharinen (couvent Sainte-Catherine) est un ancien monastère franciscain fondé en 1243, agrandi plusieurs fois au cours des XIVe et XVe siècles. Il est maintenant le siège de l’Académie de musique et de théâtre (HMT-Rostock).
L'église gothique de briques Nikolaikirche (église Saint-Nicolas), qui est la plus ancienne église de Rostock a été construite au milieu du XIIIe siècle. Lourdement endommagée pendant la Seconde Guerre mondiale et restaurée depuis, le bâtiment est désormais utilisé comme salle d’exposition et de concert du fait de ses remarquables conditions acoustiques.
L'église Saint-Pierre est la plus haute de la ville, avec un clocher qui atteint 117 m de hauteur.
Quelques tronçons du mur d'enceinte médiéval subsistent toujours tout comme quatre portes municipales médiévales.

### Warnemünde

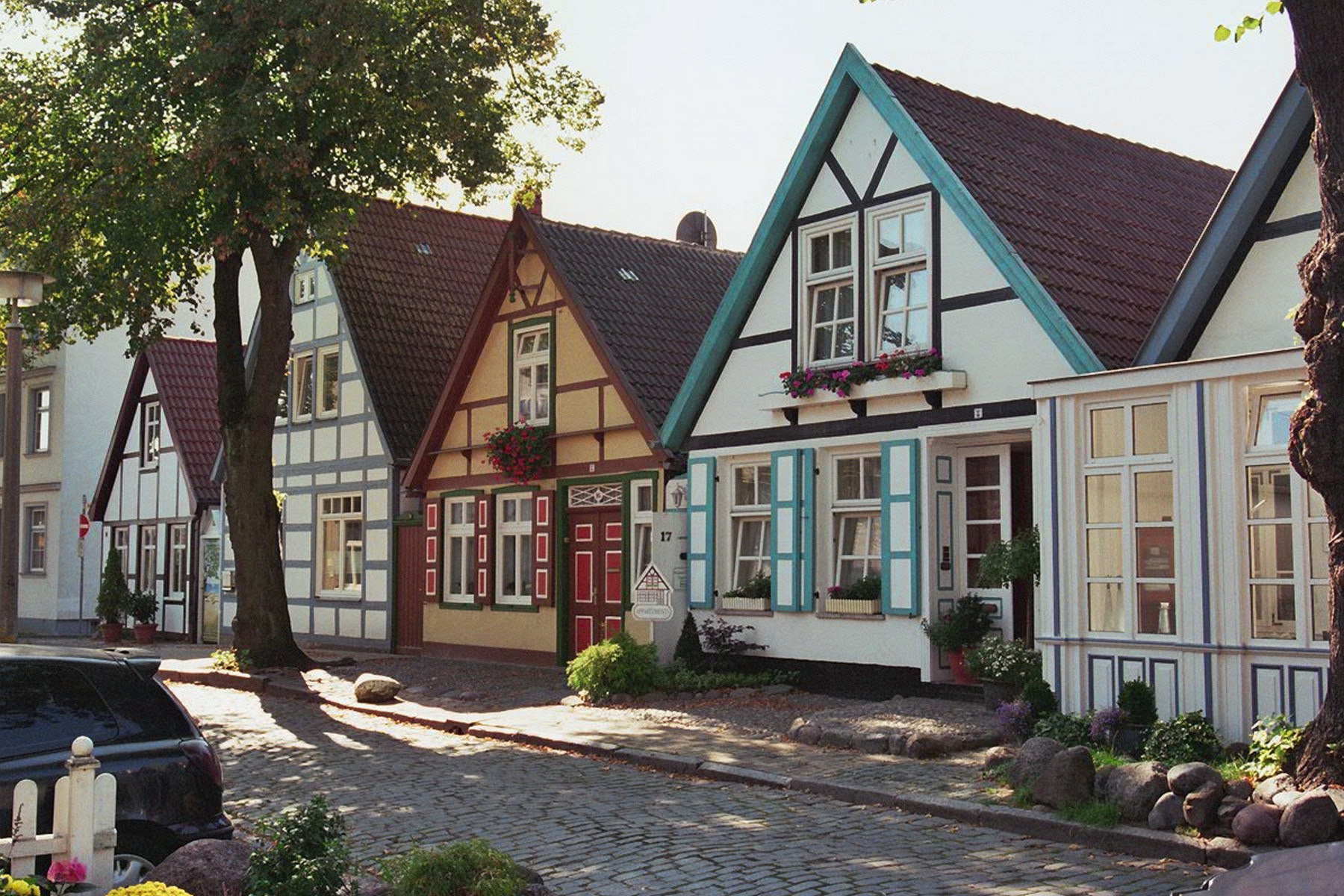
Alexandrinenstraße à Warnemünde.

Warnemünde est la partie côtière de Rostock et une attraction importante de la ville. Les habitants et les touristes apprécient ses maisons anciennes situées en front de mer, sa grande plage, son vieux port de pêche et son phare.

## Économie

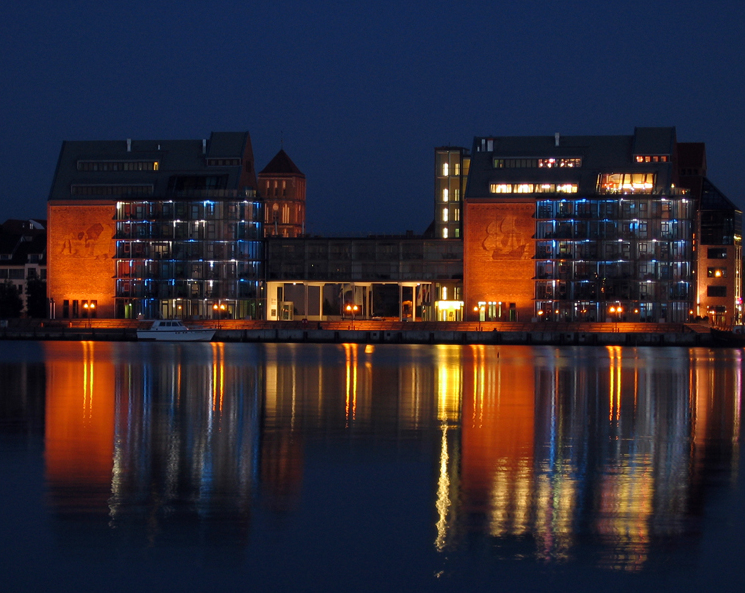
Bureau de la Deutsche Seereederei.

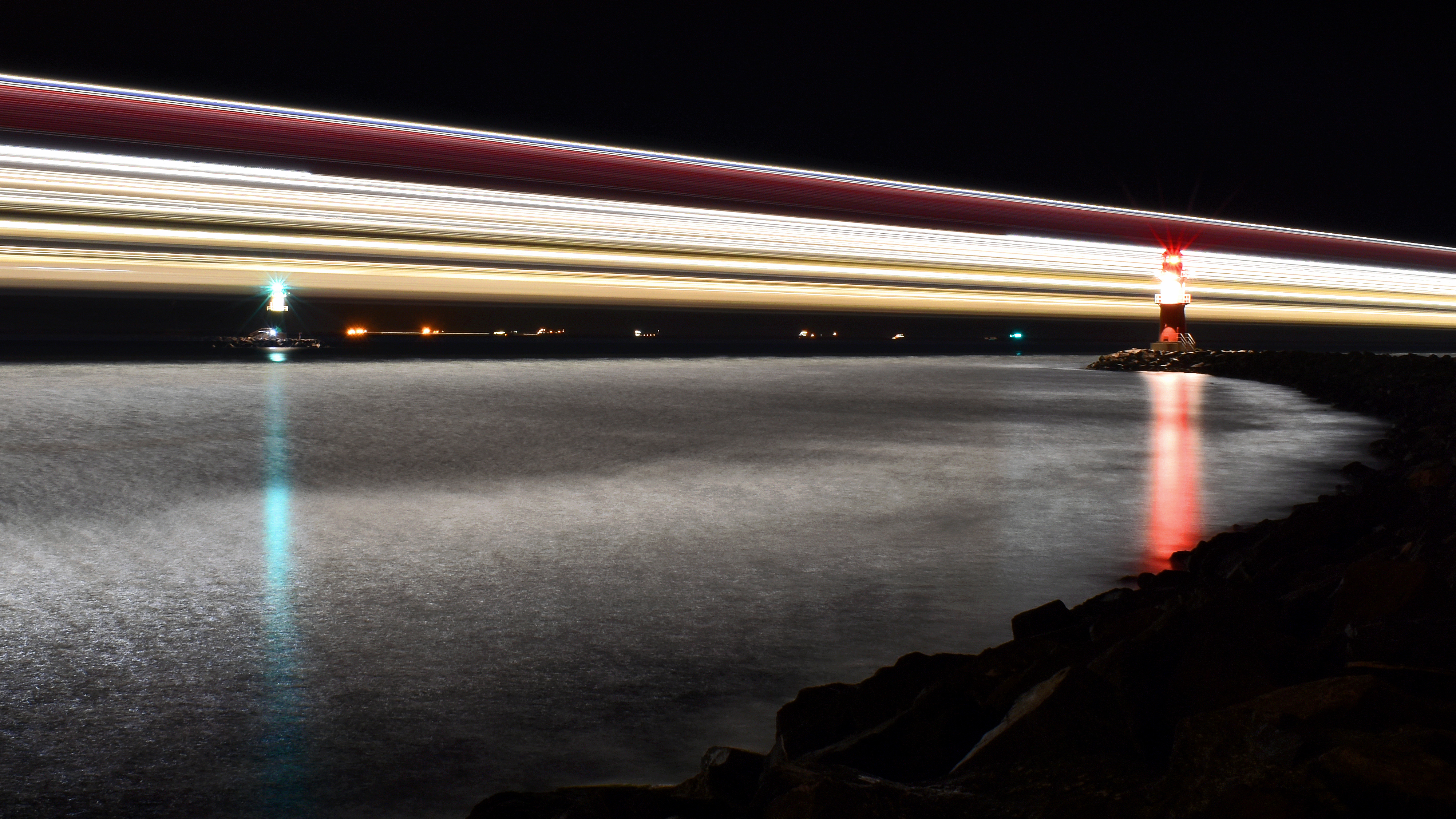
Le passage à Warnemünde du ferry Mecklenburg-Vorpommern qui circule entre Rostock et Trelleborg en Suède. Janvier 2021.

L'économie de la ville est fortement influencée par le tourisme, l'Université de Rostock, les industries maritimes (particulièrement les constructions navales) et le secteur des services.
Les grandes entreprises présentes à Rostock sont :
- Aker Warnow Werft, chantier naval appartenant à Aker Yards ;
- Neptun Werft, chantier naval appartenant à Meyer Neptun Group ;
- Deutsche Seereederei Rostock, transport, croisières ;
- Nordex, important producteur d'éoliennes ;
- Hanseatische Brauerei Rostock, brasserie allemande appartenant à Oetker-Gruppe ;
- Liebherr, fabricant de grues ;
- Caterpillar, fabricant de moteurs diesels pour bateau ;
- IKEA ;
- Scandlines, compagnie de ferry germano-danoise ;
- Inros Lackner AG, entreprise d'architecture, ingénierie et de conseil.

## Éducation

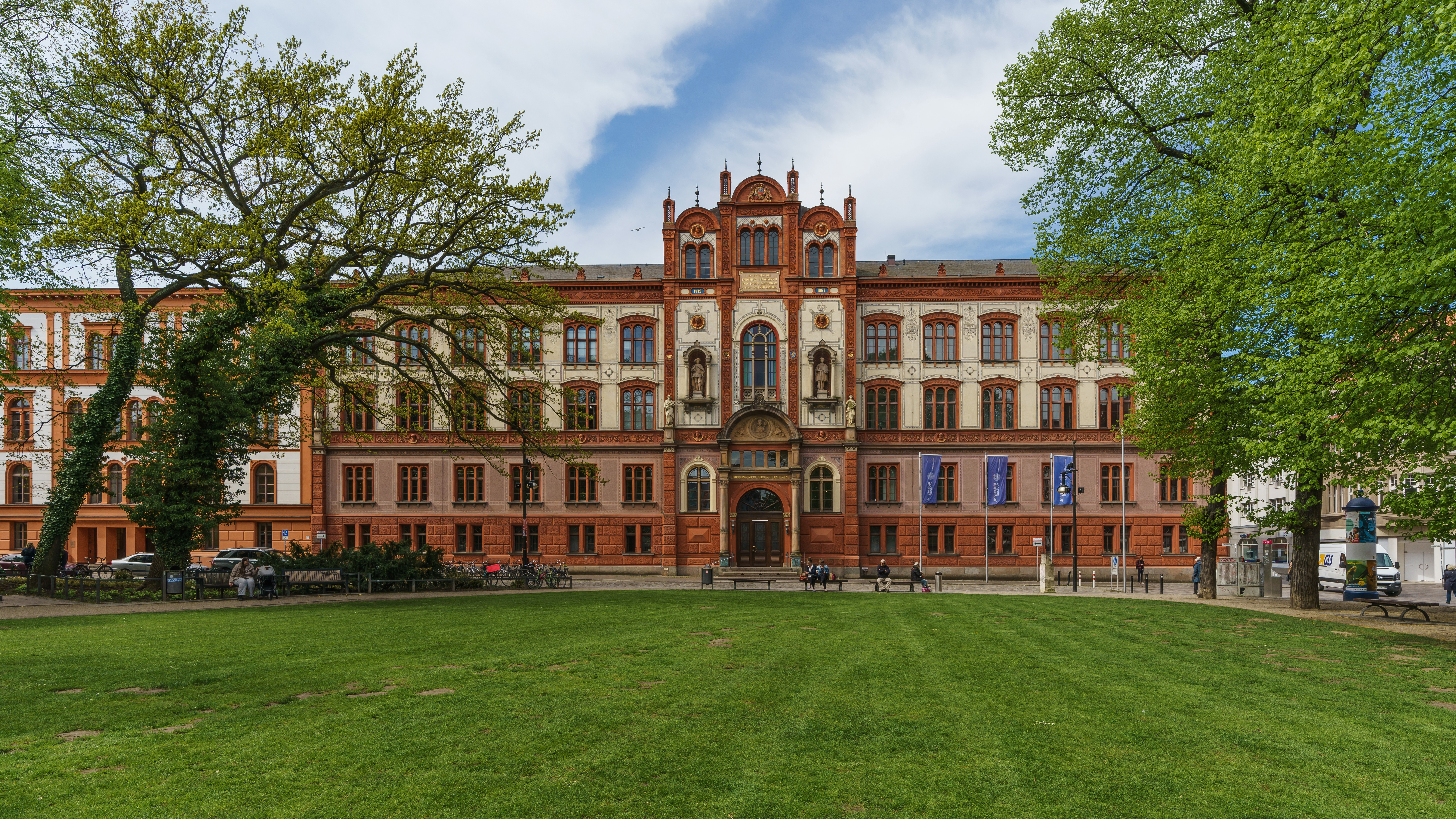
Université de Rostock.

Rostock accueille l'une des plus vieilles universités au monde. Fondée en 1419, l'Université de Rostock est la troisième plus vieille université d’Allemagne encore en activité, la seconde plus ancienne en Europe du Nord (après l'Université de St Andrews) et la plus ancienne université de Europe du Nord continentale.
La Haute école de Musique et de Théâtre (Hochschule für Musik und Theater) délivre des diplômes dans le domaine artistique.

## Culture

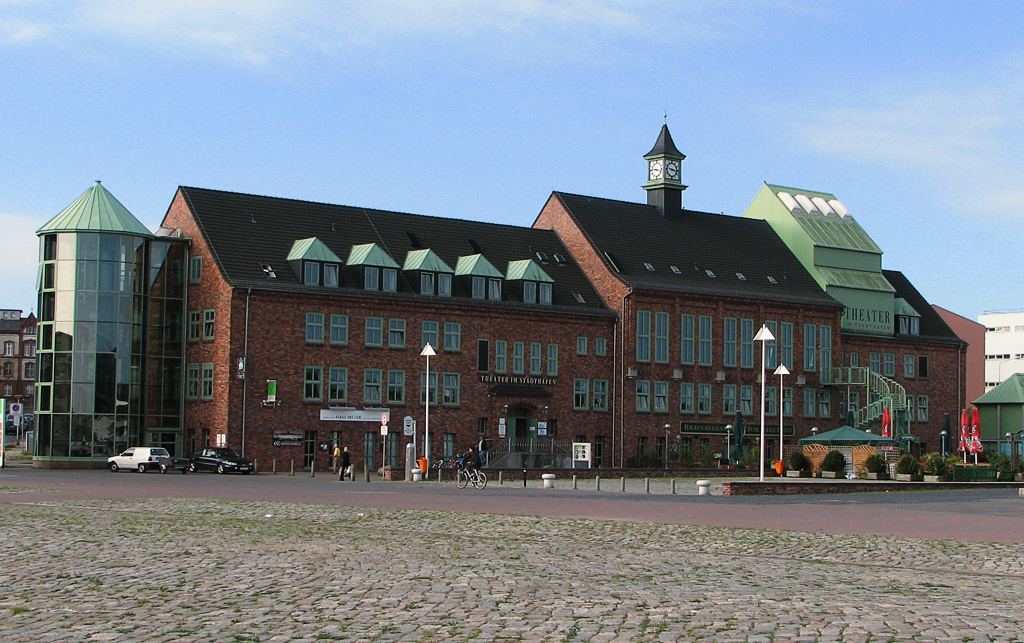
Volkstheater Rostock.

### Événements
La ville accueille le festival annuel de Hanse Sail, pendant lequel de nombreux grands voiliers et navires de musées sont regroupés, attirant plus de 1,5 million de visiteurs.
Un festival de Jazz, l’Ostsee-Jazz, se déroule en juin.
Les autres événements sont :
- Kurfilmfestival FiSh
- Rostocker Kulturwoche
- Sommer der Kulturen
- Rostocker Hafenfest
- Boulevardfest
- Warnemünder Woche
- Public-access television rok.tv (situé Platz der Freundschaft)
- private tv station tv.rostock

### Musées et Zoos
- Kunsthalle Rostock (art gallery)
- Kulturhistorisches Museum

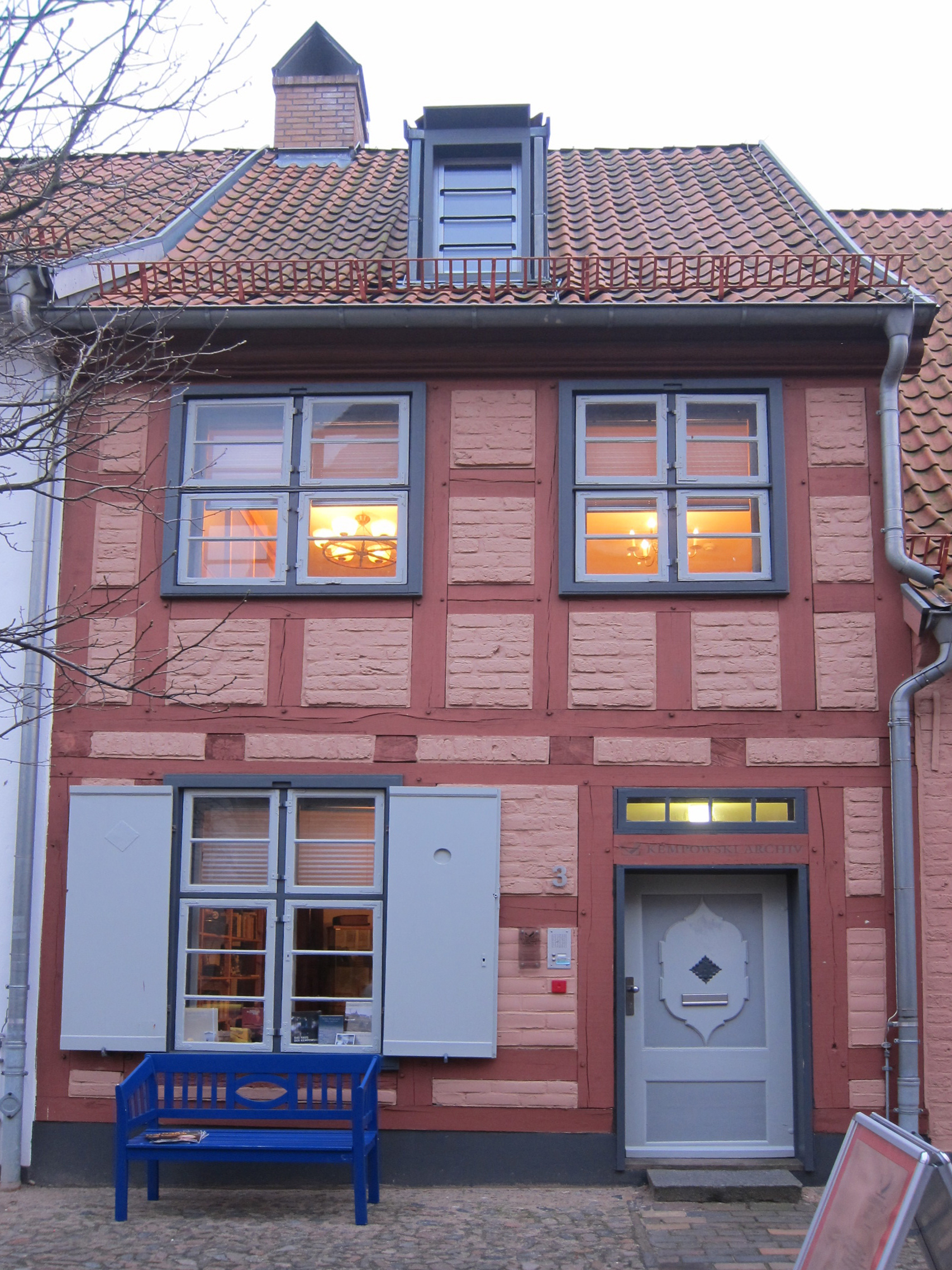
Walter Kempowski archives.

- Dokumentations- und Gedenkstätte der Bundesbeauftragten für die Unterlagen des Staatssicherheitsdienstes der ehemaligen Deutschen Demokratischen Republik
- Heimatmuseum Warnemünde
- Schiffbau- und Schifffahrtsmuseum
- Rostocker Zoo
- Walter-Kempowski-Archiv

### Musique et Théâtre
- Volkstheater Rostock
  - Norddeutsche Philharmonie
  - Rostocker Singakademie
- Niederdeutsche Bühne Rostock
- Compagnie de Comédie
- Kleine Komödie Warnemünde
- Mechaje
- Bühne 602
- Festspiele Mecklenburg-Vorpommern
- Ostsee Big Band (Jazz)

### Sport
Jan Ullrich : vainqueur du Tour de France 1997, champion olympique de cyclisme sur route en 2000.
André Greipel : surnommé le « Gorille de Rostock », vainqueur de 11 étapes sur le Tour de France, de la Classique de Hambourg en 2015, champion d'Allemagne de cyclisme sur route en 2013 et 2014.
La ville de Rostock accueille notamment le club de football du F.C. Hansa Rostock qui jouait en première division. Il fut relégué en deuxième division en 2008.

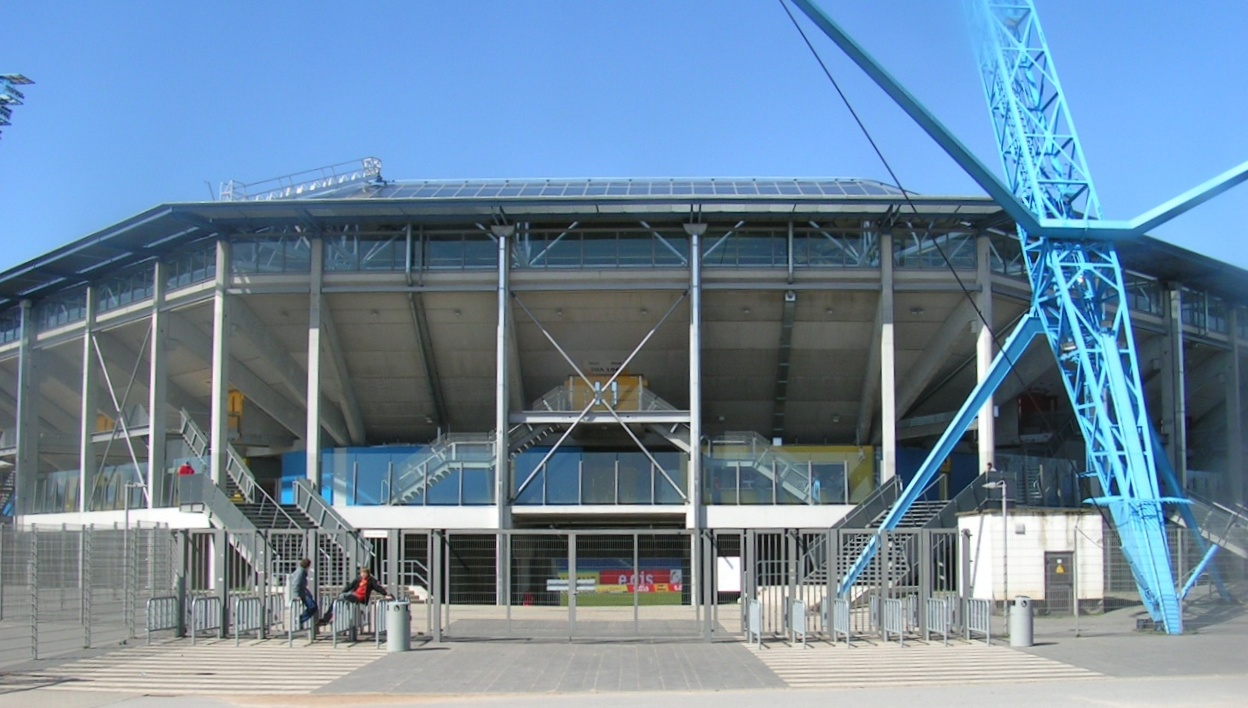
DKB-Arena, stade du Hansa Rostock.

| Club             | Sport            | Fondé en | Ligue                   | Stade                | Entraineur       |
| ---------------- | ---------------- | -------- | ----------------------- | -------------------- | ---------------- |
| Hansa Rostock    | Football         | 1965     | 3. Liga (D3)            | DKB-Arena            | Jens Härtel      |
| Empor Rostock    | Handball         | 1954     | 3. Liga (D3)            | Rostocker Stadthalle | Till Wiechers    |
| Rostock Piranhas | Hockey sur glace | 1990     | Eishockey-Oberliga (D3) | Eishalle Rostock     | Christian Behnke |

## Transports

### Automobile
On peut atteindre Rostock par les autoroutes (Autobahn) A 1 et A 20 en provenance de Hambourg via Lübeck ou A 19 et A 20 en provenance de Berlin via Wittstock-Dosse.

### Transport en commun

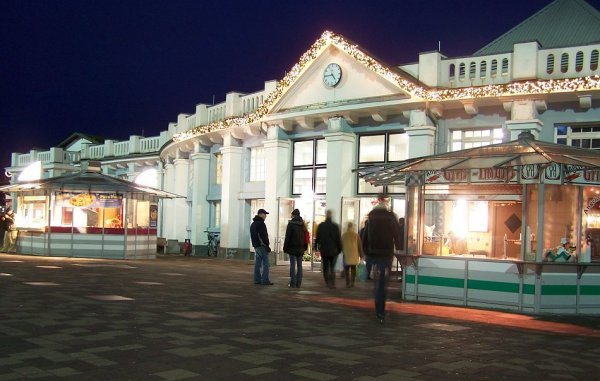
Rostock Hauptbahnhof (Gare centrale).

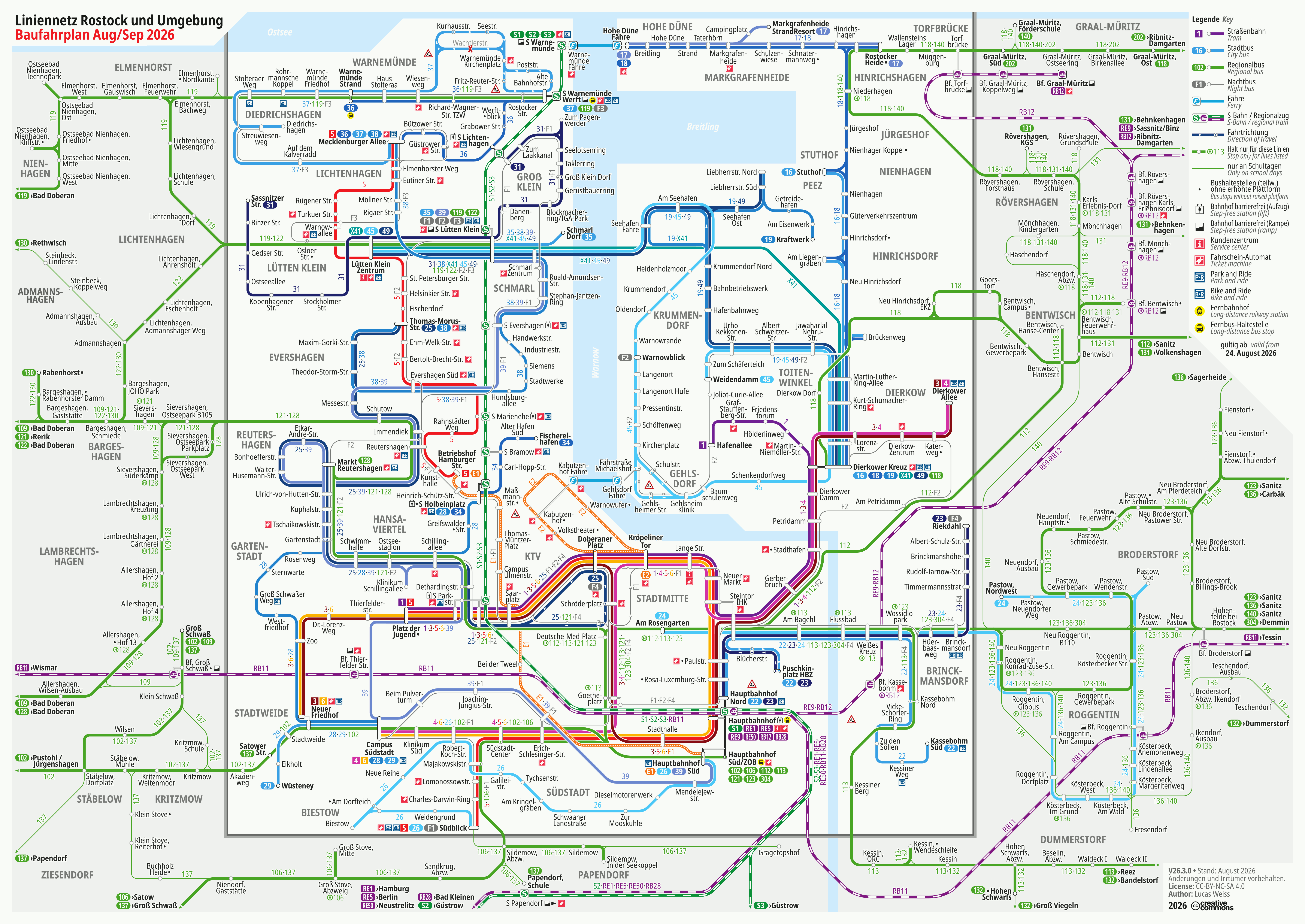
Réseau de transport de Rostock.

La Rostock Hauptbahnhof (Gare centrale de Rostock) permet des liaisons rapides vers Hambourg et Berlin et à partir de là vers la plupart des autres villes européennes. Elle est le centre du réseau de S-Bahn de Rostock.
À l’intérieur de la ville se déploie un réseau dense de tramways, bus et ferries. Le premier tunnel d’Allemagne entièrement financé par des fonds privés traverse la rivière Warnow entre l'ouest et l'est de la ville.

### Transport maritime
Rostock est le second plus grand port de la Baltique après Lübeck. Rostock est aussi un grand port pour son trafic de ferries, desservi par les compagnies Stena Line, Scandlines et TT-Line, qui relient Rostock à des ports de Suède, du Danemark et de Lituanie. De plus, Rostock est la ville d'Allemagne recevant le plus grand nombre de touristes partant en croisière.

### Transport aérien
Les aéroports internationaux les plus proches de la ville se situent à Hambourg et Berlin. L’aéroport de Rostock-Laage, situé à 30 km au sud-est de la ville, est accessible directement via Cologne, Munich ainsi que Stockholm (liaison assurée par la compagnie Ryanair). Il existe également quelques petits aérodromes pouvant accueillir des avions de moindre importance comme celui de Purkshof.

## Personnalités
À Rostock sont nés :
- Heinrich Kipping (v. 1623-1678), philologue et archéologue ;
- Gebhard Leberecht von Blücher (1742-1819), général prussien qui se battit contre Napoléon à la bataille de Waterloo, le 18 juin 1815 ;
- Karl August Nerger (1875-1947), officier de marine ;
- Margarete Scheel (1881-1969), sculptrice et céramiste ;
- Walter Rothbarth (1886-1935), écrivain ;
- Arthur Neumann (1890-1974), pilote d'avions ;
- Erika Fuchs (1906-2005), traductrice ;
- Egbert Brieskorn (1936-2013), mathématicien ;
- Joachim Gauck (né en 1940), pasteur protestant, président de la République fédérale d'Allemagne ;
- Günther Schumacher (né en 1949), coureur cycliste, double champion olympique ;
- Siegfried Brietzke (1952-), triple champion olympique en aviron ;
- Ramona Portwich (1967-), triple championne olympique de kayak ;
- Jan Ullrich (né en 1973), cycliste professionnel, vainqueur du Tour de France 1997 ;
- Britta Kamrau (née en 1979), nageuse sportive ;
- André Greipel (né en 1982), coureur cycliste vainqueur de 4 étapes du Tour d'Espagne, 7 étapes du Tour d'Italie et 11 étapes du Tour de France.

Autres liens avec la ville :
- Uwe Johnson, Rudolf Steiner et Fritz Reuter ont étudié et fait de la recherche à Rostock.
- Ernst Heinkel, pionnier de l'aviation, construisit ses usines à Rostock ;
- Daniel Bruckner, footballeur professionnel évoluant actuellement au SC Paderborn 07 en Allemagne.
- Albert Giese (1803-1834), linguiste allemand y est décédé.
- Kate Diehn-Bitt (1900-1978), peintre liée à la Nouvelle objectivité
- Marie Bloch (1871-1944), pédagogue, victime de la Shoah, y a vécu et travaillé
- Robert Redslob, (1882-1962), spécialiste français de droit constitutionnel et de droit international public, ayant été doyen de la faculté de droit de Rostock durant une année